# Kfar Szold
Kfar Szold (hebrejsky כְּפַר סָאלְד, doslova „Vesnice Szoldové“, anglicky Kfar Szold, v oficiálním seznamu sídel Kefar Szold) je vesnice typu kibuc v Izraeli, v Severním distriktu, v Oblastní radě ha-Galil ha-Eljon (Horní Galilea).

## Geografie
Leží v nadmořské výšce 131 metrů na pomezí Chulského údolí a Golanských výšin v Horní Galileji, nedaleko horního toku řeky Jordán a cca 34 kilometrů severně od břehů Galilejského jezera.
Vesnice se nachází cca 47 kilometrů severoseverovýchodně od Tiberiasu, cca 150 kilometrů severovýchodně od centra Tel Avivu a cca 75 kilometrů severovýchodně od centra Haify. Je situována v zemědělsky intenzivně využívaném pásu. Kfar Szold obývají Židé, přičemž osídlení v tomto regionu je zcela židovské. Výjimkou je skupina drúzských měst na Golanských výšinách cca 10 kilometrů východním směrem.
Kfar Szold je na dopravní síť napojen pomocí lokální silnice číslo 918.

## Dějiny
Kfar Szold byl založen v roce 1942. Jádro budoucích osadníků v Kfar Szold se zformovalo už roku 1934 a tvořili je židovští přistěhovalci z Německa a z rumunského Sedmihradska z levicového sionistického hnutí ha-Bonim Dror. Ti se v následujících letech připravovali na založení vlastní osady a absolvovali zemědělský výcvik. Roku 1937 se usadili v osadě typu Hradba a věž v lokalitě Ša'ar ha-Negev v Negevu (nyní kibuc Chafec Chajim), ale toto místo jim nevyhovovalo. Roku 1942 se proto přesunuli sem, do Horní Galileje. Osadu, kterou zde toho roku založili, pojmenovali podle Henrietty Szoldové - přední představitelky amerického ženského hnutí v rámci sionistické organizace a zakladatelky organizace Hadassah.
V počátečním období čelili osadníci malárii a zhoršené bezpečnostní situaci v této oblasti, kde tehdy ještě existovaly četné arabské vesnice. Během války za nezávislost v roce 1948 byl Kfar Szold první židovskou osadou v tomto regionu, která byla napadena Araby. K útoku došlo v lednu 1948 a provedla ho Arabská osvobozenecká armáda Fauzí al-Kaukdžího. V této době ještě existoval britský mandát Palestina a Britové poslali na pomoc obleženým Židům vojenskou jednotku, která útočníky zahnala. K novým útokům zde došlo v dubnu a květnu 1948 a provedla je syrská armáda. Kibuc ale nedobyla. Izraelci si navíc podrželi strategicky významný pahorek na úpatí Golan Giv'at ha-Em necelé 2 kilometry severně od Kfar Szold, odkud mohli v následujících letech kontrolovat syrské pozice.
Až do roku 1948 se v okolí Kfar Szold nacházely i arabské vesnice. Cca 2 kilometry severozápadním směrem to byla vesnice Madahil. Madahil měla roku 1931 17 domů. Byla koncem dubna 1948, v počáteční fázi války za nezávislost dobyta jednotkami Palmach v rámci Operace Jiftach a její obyvatelé uprchli. Zástavba v Madahil pak byla zcela zbořena.
Roku 1949 měl kibuc Kfar Szold už 327 obyvatel a rozkládal se na ploše 2135 dunamů (2,135 kilometrů čtverečních). V roce 1952, kdy došlo k rozkolu v organizaci ha-Kibuc ha-Meuchad (viz Kibucové hnutí), odešli někteří členové Kfar Szold do jiných kibuců, zejména do Giv'at Chajim (Ichud).
Do roku 1967, kdy byly během šestidenní války dobyty Golanské výšiny, čelila vesnice opakovanému ostřelování syrskou armádou, která měla nedaleko odtud, v lokalitě Tel Azazijat své palebné postavení. Podobně významný opěrný bod měli Syřané i v nedalekém Tel Facher. Během šestidenní války byla úkolem likvidace silné koncentrace syrských pevností v této oblasti pověřena brigáda Golani, která pak dobyla Tel Azazijat, ze kterého bylo možno ostřelovat celé Chulské údolí.
Ekonomika kibucu je založena na zemědělství, průmyslu a turistice. V Kfar Szold fungují zařízení předškolní péče. Základní školství je k dispozici v okolních vesnicích Kfar Gil'adi a Dafna. Je zde lékařská a zubní ordinace, plavecký bazén a další sportovní areály a obchod.

## Demografie
Obyvatelstvo Kfar Szold je většinově sekulární. Podle údajů z roku 2014 tvořili naprostou většinu obyvatel Kfar Szold Židé - cca 500 osob (včetně statistické kategorie "ostatní", která zahrnuje nearabské obyvatele židovského původu ale bez formální příslušnosti k židovskému náboženství, cca 600 osob).
Jde o menší sídlo vesnického typu s dlouhodobě stagnující populací. K 31. prosinci 2014 zde žilo 572 lidí. Během roku 2014 stoupla populace o 2,0 %.
| Rok            | 1948 | 1949 | 1961 | 1972 | 1983 | 1995 | 2001 | 2003 | 2004 | 2005 | 2006 | 2007 | 2008 | 2009 | 2010 | 2011 | 2012 | 2013 | 2014 |
| -------------- | ---- | ---- | ---- | ---- | ---- | ---- | ---- | ---- | ---- | ---- | ---- | ---- | ---- | ---- | ---- | ---- | ---- | ---- | ---- |
| Počet obyvatel | 417  | 327  | 416  | 495  | 545  | 491  | 461  | 438  | 413  | 420  | 409  | 421  | 433  | 528  | 553  | 551  | 540  | 561  | 572  |